# M-1 (szybowiec)
M-1 – polski szybowiec amatorski zbudowany w dwudziestoleciu międzywojennym.

## Historia
Inżynier Piotr Tułacz, zatrudniony jako konstruktor w Wielkopolskiej Wytwórni Samolotów Samolot w Poznaniu, zaprojektował i zbudował w 1923 roku szybowiec M-1. Konstrukcja powstała w warsztatach 3. pułku lotniczego, odznaczała się wysokim poziomem technicznym i innowacyjnym systemem sterowania. Płat był podzielony na dwie części, które miały możliwość obrotu wokół osi poprzecznej. Odchylenie obu części skrzydła w jednym kierunku zastępowało ster wysokości, a przy wychyleniu w przeciwnych kierunkach dawało efekt podobny do użycia lotek. 
Szybowiec został zgłoszony do udziału w I Konkursie Ślizgowców w Białce Tatrzańskiej. Spośród szybowców zgromadzonych na starcie wyróżniał go bezlotkowy system sterowania oraz to, że był jednym z dwóch szybowców wyposażonych w podwozie płozowe. Sterowanie poprzeczne zastąpiono zmianą kąta nastawienia płata lewego i prawego. Każda połowa skrzydła była zamocowana obrotowo w dwóch punktach: w okuciu głównym oraz na wierzchołku krótkich zastrzałów łączących płat z kadłubem. Mechanizm sterowania pozwalał jednakową zmianę kąta natarcia całego skrzydła oraz również na niezależną różną od siebie zmianę kąta natarcia płata lewego i prawego. Podczas konkursu jego pilotem był kpt. Franciszek Wieden. 29 sierpnia szybowiec wykonał swój pierwszy lot, który trwał 17 sekund. Skomplikowany system sterowania spowodował jego rozbicie, pilot odniósł w wypadku obrażenia. Konstruktor nie zdecydował się na odbudowę szybowca.

## Konstrukcja
Jednomiejscowy szybowiec konstrukcji drewnianej, w układzie górnopłatu typu parasol.
Kadłub o przekroju prostokątnym, półskorupowy, czteropodłużnicowy, kryty sklejką. Na końcu kadłuba znajdował się statecznik pionowy. Płat o obrysie prostokątno-trapezowym, dwudzielny, jednodźwigarowy, kryty sklejką do dźwigara a dalej płótnem. Przymocowany do kadłuba zastrzałami z rur stalowych, oparty na wieżyczce nad kadłubem. Do poruszania skrzydłami zastosowano popychacze. Statecznik poziomy płytowy, przestawialny w locie, pokryty płótnem. Podwozie trójpunktowe złożone z dwóch podkadłubowych jesionowych płóz amortyzowanych gumą oraz płozy ogonowej.

## Malowanie
Powierzchnie drewniane pokryto lakierem bezbarwnym, powierzchnie płócienne pozostało w kolorze cellonowanego płótna.